# Molophilus medius
Molophilus medius là một loài ruồi trong họ Limoniidae. Chúng phân bố ở miền Cổ bắc.